# Ричард Виглсворт
Ричард Виглсворт (енгл. Richard Wigglesworth; 9. јун 1983) професионални је рагбиста и енглески репрезентативац који тренутно игра за рагби јунион тим Сараценс.

## Биографија
Висок 176 цм, тежак 84 кг, Виглсворт је пре Сараценса играо и за Сејл Шаркс. За репрезентацију Енглеске до сада је одиграо 27 тест мечева и постигао 1 есеј.